# Сомалија на Светском првенству у атлетици у дворани 2014.
Сомалија је учествовала на Светском првенству у атлетици у дворани 2014. одржаном у Сопоту од 7. до 9. марта први пут. Репрезентацију Сомалије представљао је један такмичар који се такмичио у трци на 1.500 метара.,
На овом првенству Сомалија није освојила ниједну медаљу али је остварен лични рекорд.

## Учесници
Мушкарци:
- Омар Мохамед Абди — 1.500 м

## Резултати

### Мушкарци
| Атлетичар         | Дисциплина | Лични рекорд | Квалификација | Квалификација | Финале               | Финале       | Детаљи |
| Атлетичар         | Дисциплина | Лични рекорд | Резултат      | Место         | Резултат             | Место        | Детаљи |
| ----------------- | ---------- | ------------ | ------------- | ------------- | -------------------- | ------------ | ------ |
| Омар Мохамед Абди | 1.500 м    |              | 3:56,52 ЛР    | 6. у гр. 1    | Није се квалификовао | 21 / 22 (23) |        |